# Білий Данило Микитович
Данило Микитович Білий (нар. 20 жовтня 1897 — пом. 1 жовтня 1973) — радянський військовик, Герой Радянського Союзу (1943).

## Біографія
Народився Данило Микитович Білий у 1897 році у селі Самотуги Корюківського району на Чернігівщині у селянській родині. Українець. З ранніх років працював наймитом.
В 1916 році мобілізований до російської імператорської армії. В квітні 1918 року повернувся до рідного села у званні старшого унтер-офіцера. Восени 1918 року Д.Білий став на бік більшовиків воюючи спочатку у партизанському загоні О. Гарнієра, пізніше був у складі Ніжинського радянського полку Першої української радянської дивізії. Член РКП(б) з 1919 року.
Після громадянської війни вступив у військове училище. В 1926 році закінчив курси «Выстрел», в 1934 — КУКС.
У роки Німецько-радянської війни у діючій армії з 1942 року на посаді командира танкового з'єднання. На підступах до Москви у тому числі і його з'єднання створило серйозну перешкоду для гітлерівців. Відбивши чисельні атаки, танкісти перейшли у контрнаступ, відтіснивши німців від радянської столиці.
Під час Сталінградської битви, з'єднання Д. Білого боролось у складі 62-ї армії генерала Чуйкова.
На всіх ділянках фронту воювали підрозділи з'єднання Д. Білого і в період Курської битви. Потім — стрімкий наступ на Захід, визволення України.
Командир 8-ї гвардійської механізованої бригади (3-й гвардійський механізований корпус, 47-а армія, Воронезький фронт) гвардії генерал-майор Білий наприкінці вересня 1943 року організував дії частин при форсуванні Дніпра в районі села Селище (Канівський район Черкаської області). Бригада захопила плацдарм і міцно на нім закріпилась. Саме при визволенні України, за успішне командування своїм з'єднанням під час битви за Дніпро Д.Білий нагороджений званням Героя Радянського Союзу.
Подальші етапи бойового шляху з'єднання під командуванням Д. Білого — визволення Білорусі, Прибалтики, Польщі. Останні танкові бої з'єднання Д. Білого проходили на підступах до Берліна.
В 1951 році закінчив вищі академічні курси при Військовій академії Генштабу.
З 1955 року у запасі. Помер 1 жовтня 1973 року, похований у Москві.

## Звання та нагороди
25 жовтня 1943 року Білому Данилу Микитовичу присвоєно звання Герой Радянського Союзу.
Також нагороджений:
- 2-ма орденами Леніна
- 4-ма орденами Червоного Прапора
- орденом Суворова 2 ступеня
- орденом Червоної Зірки
- медалями